# Кот в горошек
«Кот в горошек» (англ. Polka-Dot Puss) — тридцать девятый эпизод из серии короткометражек «Том и Джерри». Эпизод был спродюсирован в 1948 году и был выпущен 26 февраля 1949 года.

## Сюжет
Том играет с Джерри, как с йо-йо. Но тут его зовёт Мамочка-Два Тапочка. Том поспешно прячет мышонка под сидение кресла и ложится на ковёр. Хозяйка находит Тома и говорит, что его пора на ночь выпускать. На улице льёт дождь, и поэтому Том не желая идти на улицу, симулирует простуду. Хозяйка оставляет Тома дома, но говорит, что в случае обмана, она ему «вымоет рот с мылом» (старый «педагогический приём», некогда действительно практикуемый в отношении лгунов в некоторых американских семьях). После того, как Мамочка уходит, Том достает запрятанного Джерри, а тот берёт кусок мыла и приводит угрозу Мамочки-Два Тапочка в исполнение. Разозлённый Том гонится за Джерри, и в итоге Джерри прячется в своей норе, а нос Тома попадается в мышеловку.
Том с повязкой на носу, засыпает в гостиной. Джерри снимает повязку и красной краской наносит на лицо спящего Тома точки, а также красит нос в тот же цвет. Когда Том просыпается, он видит соломинку, через которую Джерри пьёт молоко из миски кота, сидя на кресле и читая газету. Том подбегает к Джерри, а тот удивляется красным точкам на его лице и показывает газету с заголовком об эпидемии кори, поразившей нацию и первых симптомах в виде пятен на теле, а также чихания и сопения. Том этому не верит, но Джерри дает ему зеркало и тот в ужасе думает, что у него — действительно корь.
Джерри становится «доктором» для Тома. Он консультируется с медицинской книгой доктора Квока и лечит нетрадиционными методами Тома, который превратился в ипохондрика. Диагностика проводится следующим образом: Джерри незаметно подносит стетоскоп к тикающему будильнику, чтобы создать у Тома впечатление, будто у него «плохой пульс»; причём этого Джерри показывается мало, и он ещё и звонок на будильнике включает, а Тому приходится слушать этот звонок через сверхчувствительную мембрану стетоскопа. Потом Джерри, как заправский невропатолог, проверяет рефлексы Тома, врезая по его ноге молотком со всей силы. Джерри вставляет в рот кричащему от боли Тому спиртовой градусник, а снизу к градуснику подносит зажигалку. Высокое давление от зажигалки заставляет градусник чуть ли не взорваться, и таким образом Джерри заставляет Тома подумать, что у него очень высокая температура.
Следующая глава книги рекомендует при высокой температуре холодные компрессы. Джерри отправляет Тома в морозильник, загружая туда много льда и закрывает дверь. Через несколько секунд Джерри достает оттуда обледеневшего (буквально) Тома. Следуя указанию книги, согреть пациента при сильном ознобе, Джерри поспешно несет Тома в духовку, ставит уровень температуры на максимум и закрывает кота. Через некоторое время Джерри открывает духовку, и достаёт оттуда перегревшегося Тома.
Джерри ставит Тома на поднос, хватает поднос кухонной прихваткой и несёт кота в душ, обливая его ледяной водой. Слышны паникующие вопли Тома: кот плохо переносит перепады температур. Из душа Том выходит обмотанный полотенцем и с грелками на ногах. Том глядит в зеркало и замечает, что почти все «коревые» пятна пропали. Том стирает последнее пятно со лба и видит на руке красную краску. Том обнаруживает в углу баночку с краской (которой тогда Джерри раскрасил Тома), наносит три красные точки на лоб и взглянув в зеркало, осеняется: он был «ослом» (что подтверждается соответствующим отражением в зеркале)! Том в ярости разбивает банку с краской, хватает со стены саблю и приставляет её кончик к Джерри, сидящему с кислым видом. Джерри уже все равно: у него и вправду началась корь. Том под аккомпанемент ускоренной версии «Пляски смерти» Генделя в ужасе кидается к медицинскому шкафчику в ванной и пихает в себя все лекарства, какие только может достать, не зная, что от кори НЕТ лечения. Позже дом закрывают на карантин, и мы видим зараженных корью Тома и Джерри у окна. Джерри берет зеркало и показывает язык, тоже покрытый сыпью, а это значит, что у него ещё более тяжёлая форма кори, чем у Тома, так как Джерри был сам виноват в случившемся.

## Факты
- Это одна из серий, в которых Том и Джерри оба проигрывают.
- Мультфильм редко транслировали по американскому телевидению.
- Когда у Тома осталось одно пятно, то он походил на индуса (пятно было на лбу).